# Rozalia Mancewicz
 (Melbourne, 27 giugno 1987) è una modella polacca, incoronata Miss Polonia 2010 l'11 dicembre 201 a Łódź, dove ha battuto le altre diciotto finaliste e ha ricevuto anche il riconoscimento di Miss Internet.
In qualità di rappresentante ufficiale della Polonia, Mancewicz ha partecipato a Miss Universo 2011, che si è tenuto a São Paulo in Brasile il 12 settembre 2011.
Al momento dell'incoronazione, Mancewicz era studentessa di inglese presso l'università di Białystok, con l'obiettivo di diventare un'interprete. In precedenza, Mancewicz era stata rappresentante ufficiale della propria nazione in occasione di Miss Tourism Queen International 2005, concorso svolto a Hangzhou, dove la modella polacca si era classificata al quarto posto.